# Nipponasellus tonensis
Nipponasellus tonensis is een pissebed uit de familie Asellidae. De wetenschappelijke naam van de soort is voor het eerst geldig gepubliceerd in 1961 door Matsumoto.